# Кольрауш, Фридрих Вильгельм Георг
Фридрих Вильгельм Георг Кольрауш (нем. Friedrich Wilhelm Georg Kohlrausch; 14 октября 1840, Ринтельн, Нижняя Саксония — 17 января 1910, Марбург) — немецкий физик и электротехник.

## Биография
В 1878—1883 был ассистентом профессора Августа Кундта в Страсбурге, затем там же читал лекции по теоретической физике. К этому времени относятся и некоторые его теоретические работы по оптике, акустике и магнетизму. Позже Кольрауш обратил своё внимание на техническое применение электричества и в 1884 занял только что основанную кафедру электротехники в технической школе в Ганновере; с 1892 он был её ректором.
После смерти Г. Гельмгольца — директор Физико-технического института в Берлине (1895—1905).
Научные работы Кольрауша относились, главным образом, к области электричества, магнетизма, оптики; занимался также электротехническими измерениями и теорией конструкции динамо-машин. Разработал метод измерения электрического тока в абсолютных единицах и метод измерения электрического сопротивления электролитов (мостик Кольрауша), методы и приборы для регистрации изменений магнитного поля Земли.
Выполнил ряд работ в области физикохимии растворов. Предложил способ определения электрического сопротивления электролитов, установил закон независимости движения ионов в электролитах (Закон Кольрауша).
Его дочь —  Helen Kohlrausch была замужем за американским учёным Артуром Дэем.